# Oryzopsis grandispicula
Oryzopsis grandispicula är en gräsart som beskrevs av Pung Pen Chao Kuo och Zhen Lan Wu. Oryzopsis grandispicula ingår i släktet Oryzopsis och familjen gräs. Inga underarter finns listade i Catalogue of Life.